# Brassicogethes
Genre
Brassicogethes est un  genre de coléoptères de la famille des Nitidulidae.

## Liste des espèces
Selon GBIF (25 mai 2024) :
- Brassicogethes aeneus (Fabricius, 1775)
- Brassicogethes arankae (Audisio & De Biase, 2005)
- Brassicogethes bithynicus (Audisio, 1988)
- Brassicogethes carpathicus (Audisio, Jelinek & Stevanovic, 1999)
- Brassicogethes cleominis (Easton, 1959)
- Brassicogethes epeirosi (Audisio, Mancini & De Biase, 2006)
- Brassicogethes erysimicola Audisio & De Biase, 2001
- Brassicogethes gracilis (C.Brisout de Barneville, 1863)
- Brassicogethes humerosus (Reitter, 1871)
- Brassicogethes lunariae (Audisio & De Biase, 1999)
- Brassicogethes prometheus (Jelínek, 1982) Jelinek, 1982
- Brassicogethes reitteri (Schilsky, 1894)
- Brassicogethes simplex (Kraatz, 1858)
- Brassicogethes simplipes (Easton, 1947)
- Brassicogethes spornrafti (Audisio, 1977)
- Brassicogethes squamosus (Jelinek & Marek, 1966)
- Brassicogethes thalassophilus (Audisio & De Biase, 2005)
- Brassicogethes viridescens (Fabricius, 1787)

Auxquelles NCBI (24 mai 2024) ajoute :
- Brassicogethes affinis (Jelínek, 1982)
- Brassicogethes anthracinus (Brisout de Barneville, 1863)
- Brassicogethes coracinus (Sturm, 1845)
- Brassicogethes salvan (Audisio, De Biase & Antonini, 2003)

## Classification
Le nom valide complet (avec auteur) de ce taxon est Brassicogethes Audisio (d) & Cline (d), 2009.